# Santa Maria Regina Coeli alla Lungara

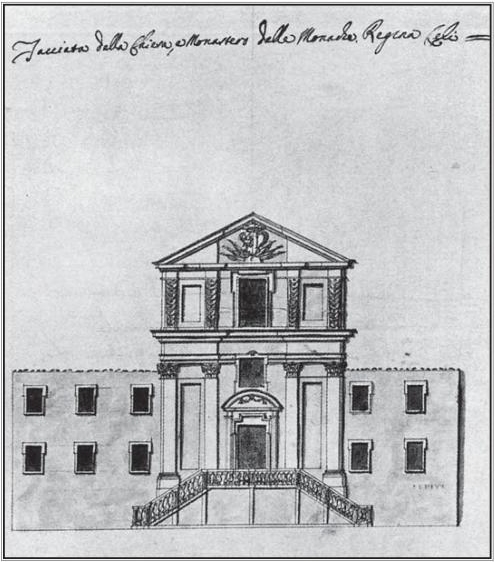
Desenho de Pietro Paolo Coccetti (1721).

Santa Maria Regina Coeli alla Lungara era uma igreja de Roma que ficava localizada na Via della Lungara, no rione Trastevere, onde hoje está o Carcere di Regina Coeli. Era dedicada a Nossa Senhora Rainha do Céu. Foi demolida em 1881 para permitir a construção do Carcere di Regina Coeli.

## História

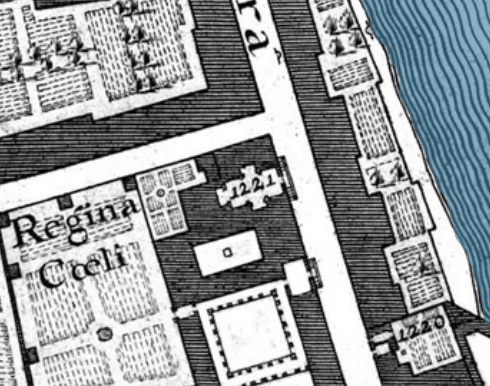
Mapa de Nolli (1748) indicando a igreja no número 1221 perto da esquina da Via della Lungara com a Via delle Mantellate.

Um convento para freiras carmelitas descalças foi fundado no local por Anna Colonna, duquesa de Paliano e viúva de Taddeo Barberini, o comandante do exército papal. A irmã de Anna, Vittoria, era a prioresa, com o nome religioso de Chiara Maria della Passione. Anna, que era uma nobre poderosa e influente, havia enriquecido muito durante o pontificado do papa Urbano VIII Barberini, que era tio de seu marido. Quando ele faleceu, em 1644, seu sucessor, o papa Inocêncio X Pamphili iniciou uma investigação sobre a riqueza da família Barberini como um todo, especialmente a sua ligação com a Guerra de Castro. O marido de Anna e seus irmãos, os cardeais Francesco Barberini e Antonio Barberini, se exilaram na França sob a proteção do poderoso cardeal Jules Mazarin e ela se juntou ao marido em Paris e abril de 1646, mas não sem antes apelar para que o papa não confiscasse os bens dos Barberini. Ela retornou a Roma em junho de 1647.
O convento e a igreja foram construídos nesta época com base num projeto do arquiteto Francesco Contini e todos os que compareceram à primeira missa na igreja receberam uma indulgência plenária. Anna morreu ali em 1658 e foi enterrada do lado direito do altar-mor, um suntuoso monumento em mármore negro com um busto de bronze.
As freiras no local tinham o privilégio de entoar o hino "Regina caeli" seis vezes ao dia, um costume que só foi estendido para o resto da Igreja (e somente durante do Tempo da Páscoa) em 1742. No resto do ano, o hino entoado é o "Angelus".
As freiras foram expulsas do complexo durante a ocupação francesa de Roma entre 1810 e 1814 e retornaram quando ela terminou no ano seguinte. Em 1873, todo o complexo foi confiscado pelo estado italiano e as freiras tiveram que se mudar para o vizinho Convento delle Mantellate. A igreja de Santa Maria Regina Coeli foi demolida em 1881. O edifício foi reconstruído com o nome de Carcere di Regina Coeli, completado em 1892, a principal prisão masculina de Roma. O quanto da estrutura original do convento foi aproveitada é incerto.

## Descrição

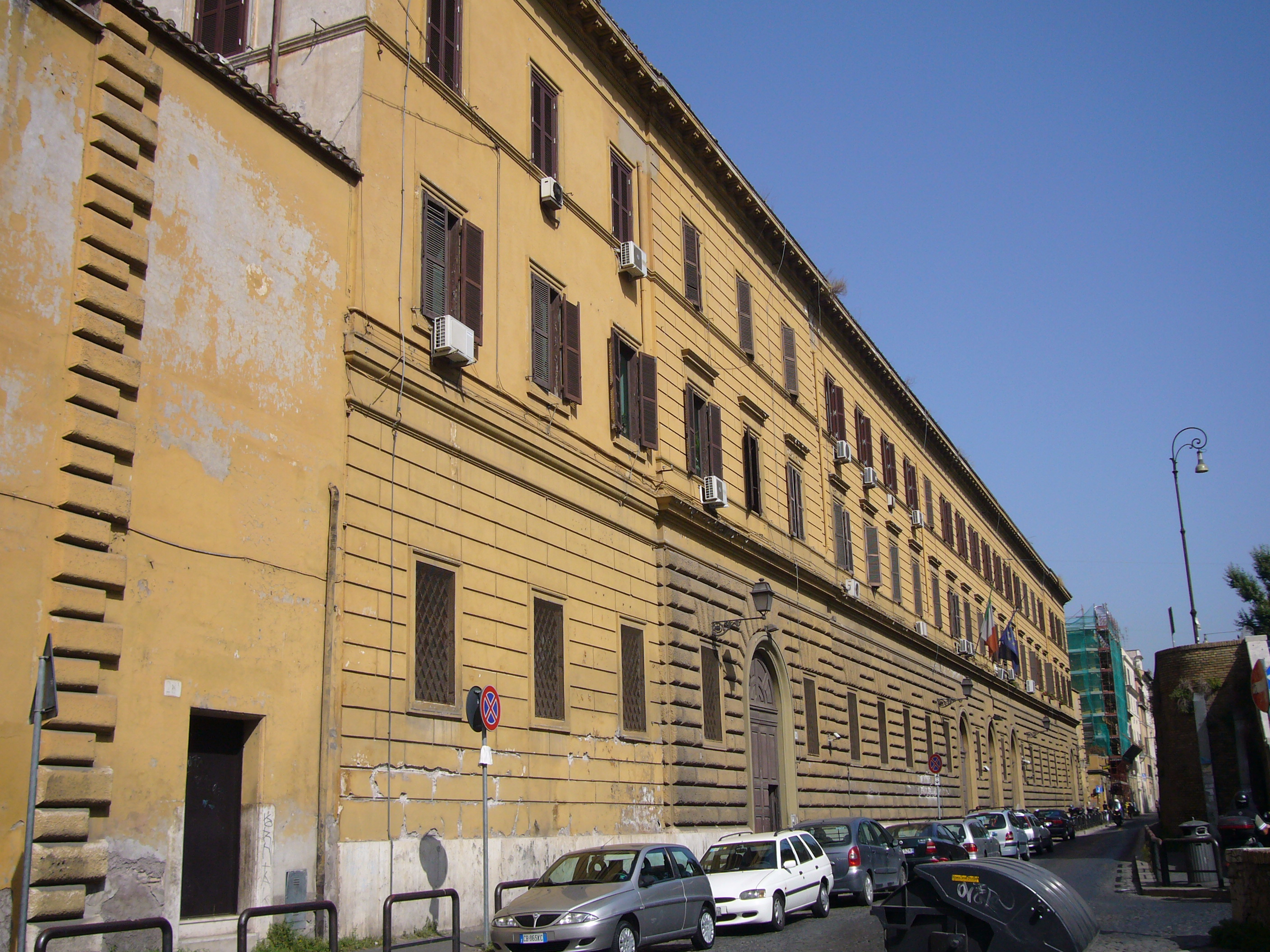
Nesta imagem da fachada do Carcere Regina Coeli na Via della Lungara, a igreja ficava na equina no fundo da foto, à esquerda. A última porta corresponde ao antigo portal da igreja.

A grande porta de entrada da prisão logo ao sul da esquina com a Via delle Mantellate marca exatamente o local onde ficava a antiga entrada da igreja. O convento ocupava a área hoje tomada pelos dois blocos mais a leste da prisão, paralelos à Via della Lungara. A fachada da igreja era quase duas vezes mais alta que o edifício do convento. O primeiro piso tinha pilastras coríntias e tinha um portal de entrada coroado por um frontão curvo partido. A fachada como um todo também era coroada por um frontão triangular.
O mosteiro contava com um grande jardim. A planta da igreja era retangular com uma abside de mesmo formato e duas capelas laterais. O altar-mor tinha um cibório em lápis-lazúli e mármore multicolorido com estátuas. A peça de altar era uma "Apresentação da Virgem no Templo" de Giovanni Francesco Romanelli. Durante a oitava da Assunção (entre 15 e 22 de agosto), esta pintura era substituída por uma "Ascensão e Coroação da Virgem" de Fabrizio Chiari. A capela do lado direito era consagrada a Santa Teresa de Ávila e tinha uma pintura da santa de Romanelli; a da esquerda era consagrada a Santa Ana e tinha uma pintura da "Morte de Santa Ana" de Chiari.

## Bibliorafia
- Armellini, Mariano (1891). Le chiese di Roma dal secolo IV al XIX (em italiano). Roma: Tipografia Vaticana. OCLC 9269651
- Castiglione, Caroline (2005). Patrons and Adversaries: Nobles and Villagers in Italian Politics, 1640–1760 (em inglês). Oxford: Oxford University Press. ISBN 0-19-517386-4
- Gigli, Laura (1980). Rione XIII: Trastevere. Col: Guide rionali di Roma (em italiano). 1 2 ed. Roma: Fratelli Palombi Editori. OCLC 312346318
- Lombardi, Ferruccio (1998). Roma: le chiese scomparse: la memoria storica della città (em italiano) 2 ed. Roma: Fratelli Palombi Editori. ISBN 88-7621-069-5. OCLC 41949329
- Sturm, Saverio (2015). L'architettura dei Carmelitani scalzi in età barocca: la Provincia Romana, Lazio, Umbria e Marche (1597–1705). Col: Roma: storia, cultura, immagine; 27 (em italiano) 2 ed. Roma: Gangemi. ISBN 978-88-492-7783-8
- Titi, Filippo (1763). Descrizione delle pitture, sculture e architetture esposte al pubblico in Roma (em italiano). Roma: Marco Pagliarini. OCLC 3880564
- Touloumi, Olga (2006). The Prison of Regina Coeli: A Laboratory of Identity in the Post-Risorgimento Italy (PDF) (em inglês). Cambridge, Massachusetts: Massachusetts Institute of Technology. OCLC 71790581
- Venuti, Ridolfino (1767). Accurata, e succinta descrizione topografica e istorica di Roma moderna (em italiano). Roma: Carlo Barbiellini al Corso. OCLC 8825495